# Siegfried Ruff (Mediziner)

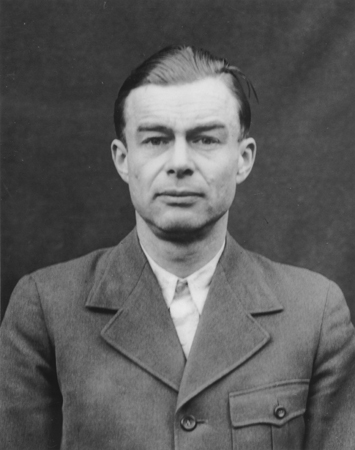
Siegfried Ruff während der Nürnberger Prozesse

Siegfried Ruff (* 19. Februar 1907 in Friemersheim; † 22. April 1989 in Bonn) war ein deutscher Luftwaffenmediziner und Hochschullehrer für Flugmedizin. Wegen seiner Experimente an Menschen zur Zeit des Nationalsozialismus wurde er im Nürnberger Ärzteprozess (1946/1947) angeklagt. 1947 wurde er freigesprochen.

## Leben
Ruff studierte Medizin an der Universität Bonn und in Berlin und war nach Abschluss seines Studiums bis Januar 1934 am Universitätskrankenhaus Bonn tätig. Nach seiner Promotion zum Dr. med. war er ab 1934 Direktor des Instituts für Flugmedizin der Deutschen Versuchsanstalt für Luftfahrt e. V. in Berlin-Adlershof. Am 8. November 1937 beantragte er die Aufnahme in die NSDAP und wurde rückwirkend zum 1. Mai desselben Jahres aufgenommen (Mitgliedsnummer 5.386.747), ein Jahr später folgte seine Habilitation. Er war korrespondierendes Mitglied der Deutschen Akademie der Luftfahrtforschung.

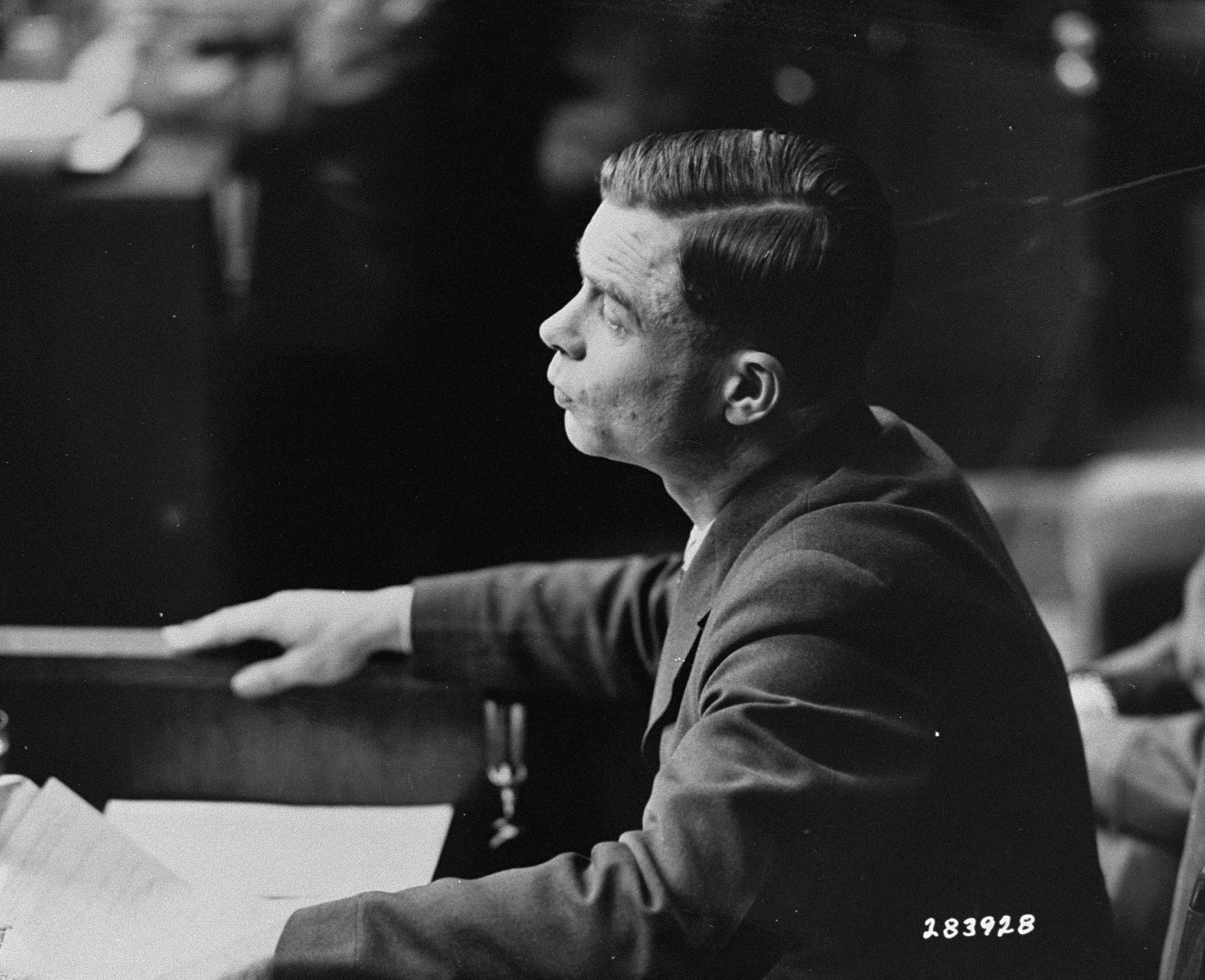
Siegfried Ruff sagt am 25. April 1947 im Nürnberger Ärzteprozess aus

Wegen seiner an Menschen durchgeführten Experimente – er war 1942 an den am 22. Februar begonnenen Höhenversuchen der Luftwaffe im Konzentrationslager Dachau beteiligt, über die er am 6. November 1942 der Deutschen Akademie der Luftfahrtforschung auch berichtete – wurde er im Nürnberger Ärzteprozess angeklagt. Ruff und der Mitangeklagte Hans-Wolfgang Romberg, Ruffs Assistent, konnten in der Verhandlung beweisen, dass sie sich um die rasche Zurückführung der Unterdruckkammer aus dem KZ Dachau bemüht hatten, nachdem sich herausgestellt hatte, dass der ehemalige Vertraute Heinrich Himmlers und SS-Hauptsturmführer Sigmund Rascher (wegen anderer Verbrechen schon 1945 inhaftiert und schließlich von der SS exekutiert) damit skrupellos experimentiert und drei Todesopfer in Kauf genommen hatte. Sein Verteidiger war Fritz Sauter. Er wurde am 20. August 1947 zusammen mit Georg Weltz, der als Mediziner ebenfalls an den Versuchen beteiligt war, und Romberg von den in der Anklageschrift erhobenen Beschuldigungen (War Crimes and Crimes against Humanity) freigesprochen. Anschließend forschte er in Heidelberg am Aero Medical Center der US-Armee zusammen mit den ebenfalls im Nürnberger Ärzteprozess angeklagten Medizinern Hermann Becker-Freyseng und Konrad Schäfer. Ruff nahm dort wieder eine Unterdruckkammer in Betrieb, in der während des Zweiten Weltkrieges 80 Häftlinge des KZ Dachau bei Druckversuchen gestorben waren.
Anschließend gründete Ruff ein medizinisch-diagnostisches Laboratorium in Bonn und war zudem Leitender Arzt der Lufthansa. Von 1954 bis 1965 war er Leiter des in Bonn-Bad Godesberg neu gegründeten Instituts für Flugmedizin der Deutschen Versuchsanstalt für Luft- und Raumfahrt in Bonn. Ab 1952 lehrte er auch als Professor an der Universität Bonn. Danach war er beratend am Aufbau der Luftwaffe beteiligt. Ab 1969 war er Vorstandsmitglied in der Deutschen Versuchsanstalt für Luft- und Raumfahrt. Ermittlungen der Staatsanwaltschaft des Landgerichts München II gegen ihn, Weltz und Romberg wurden 1959 eingestellt.